# Gegant Hipòlit del Casc Antic
El gegant Hipòlit és una figura vinculada a la Colla Gegantera del Casc Antic, tot i que originàriament era gracienca. Representa un rei, tant per la fesomia com per la indumentària, complementada amb una corona i una espasa.
La història d'aquest gegant comença el 1984, any en què els membres més joves de l'associació El Nostre Casal de Gràcia el construïren a partir d'un capgròs de la botiga El Ingenio. El van batejar amb aquest nom perquè l'entitat era al carrer d'Hipòlit Lázaro, al barri de Gràcia.
L'any 1998, amb la dissolució de l'entitat que se'n feia càrrec, l'Hipòlit fou donat a la colla que portava els Gegants del Casc Antic, que l'incorporà a la seva comparsa. I des de llavors sortí durant uns quants anys a les festes del barri com un membre més de la família, amb en Peret el Fanaler i la Marieta de l'Ull Viu, amb l'interès afegit de ser la figura més antiga del grup.
L'any 2005 un accident li causà un dany irreparable al cap i decidiren de jubilar-lo. Per això, l'any següent li feren una gran festa de comiat, que alhora va servir per a presentar la figura que havia d'omplir el buit que deixava: la gegantona Caterina, més coneguda per Cati, que aquell mateix dia agafà el relleu de l'Hipòlit per poder ser portada pels joves de la colla.